# Христианская миссия

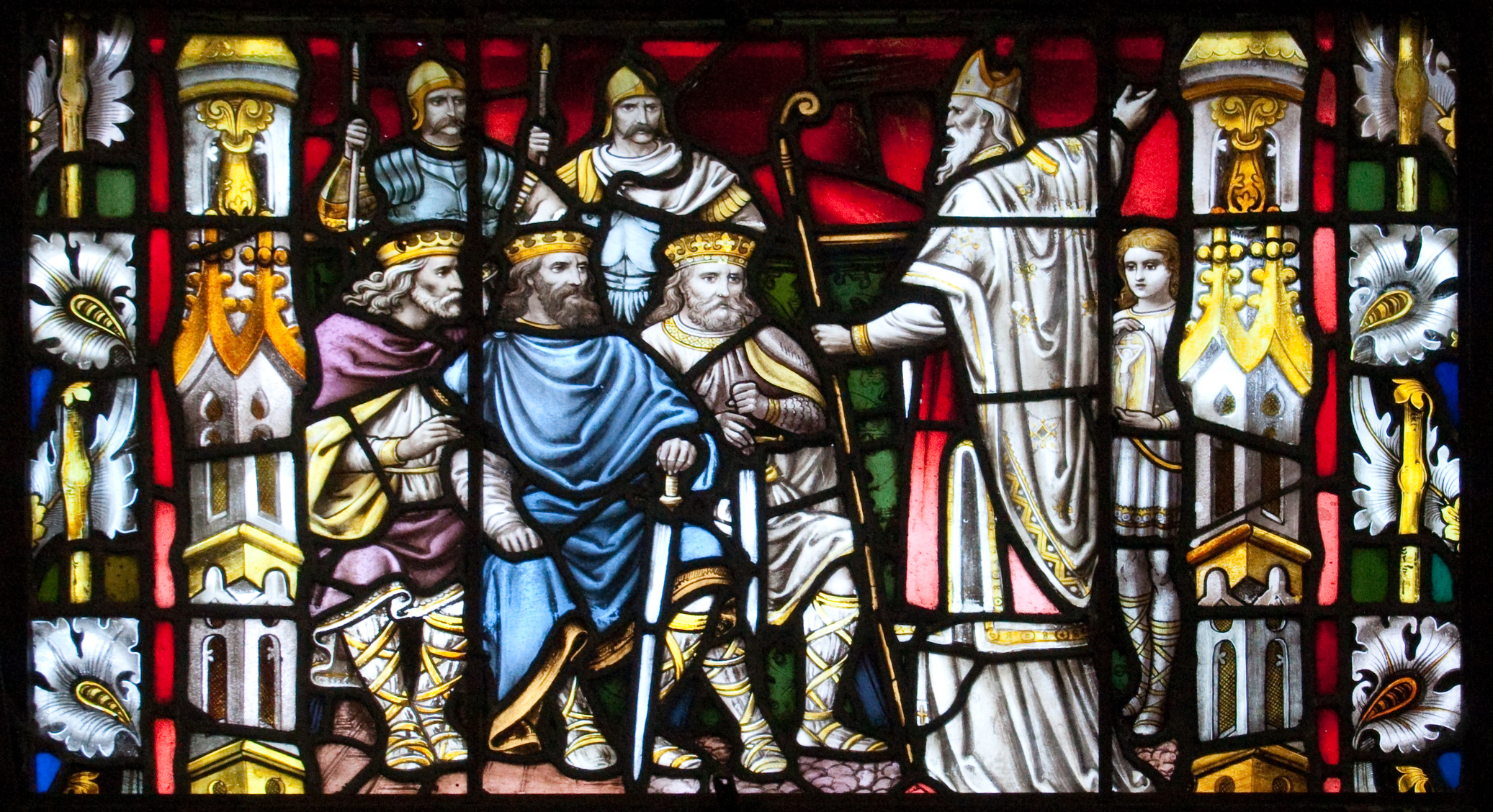
Витражное окно в Соборе Карлоу, изображающее Святого Патрика, проповедующего ирландским королям

Христианская миссия (от лат. missio — посылка, поручение) — одна из форм деятельности Церкви и религиозных организаций, имеющая целью обращение в христианство неверующих или представителей иных религий. Различаются «внешняя» миссия (в других странах) и «внутренняя» (среди неверующих и иноверцев на собственной канонической территории).
Основная задача христианского миссионерского движения — основание новых церквей. Такая же задача стояла и перед апостолами Иисуса Христа. Церковь воспринимается не просто как здание. Церковь в более широком смысле — это совокупность последователей Христа. Многие церкви начинались с обычных встреч в домах, и только потом собирались пожертвования на строительство здания для церкви.
Процесс созидания церквей межкультурными миссионерами подразумевает под собой формирование самоуправляющихся, само поддерживающихся групп верующих. Межкультурные миссионеры — это люди, которые принимают на себя обязанности по евангелизации людей других культур, основываясь на Великом поручении Христа. Игнорируя собственные убеждения, межкультурные миссионеры пытаются понять и общаться с людьми другой культуры и религии.
В дополнение к этому, многие миссионеры способствуют экономическому развитию, повышению уровня грамотности и здравоохранения, образованию, основанию приютов для людей, веря, что такими поступками они восхваляют Бога. Христианские доктрины позволяют помогать людям, не требуя от них смены веры.

## История христианских миссий
Согласно документам Комитета Лозанны по мировому обращению в христианство, библейское основание для христианских миссий впервые излагается в Быт. 12:1-3, в которой благословляется родоначальник народов Авраам и через него благословляются его последователи и все люди мира.
В этом представлении первая (еврейская) миссия состояла в выделении благословлённого самим Богом человека, проповедующего Его учение другим людям. Это представление подтверждается во многих священных писаниях Ветхого Завета (например, Быт. 17:4-6, и Пс. 67:1-36), так же как и в описании устройства первого храма (его внешний двор был предназначен для язычников).
Одним из первых христианских миссионеров был апостол Павел («апостол язычников» (Рим. 11:13)). Он создал интерпретацию евангелия для греческой и римской культур, позволяя выйти за пределы еврейского контекста.
В раннюю христианскую эру большинство миссий осуществлялось монахами. Монастыри следовали указанию Христа и поддерживали миссии, библиотеки и проводили исследования с целью уменьшения страдания человечества, таким образом возвышая Бога. Например, сторонники несторианства обратили в христианскую веру большую часть Северной Африки. Цистерцианцы обратили в веру большую часть северной Европы, заодно они разработали большинство европейских классических методов ведения сельского хозяйства.
В 16-м столетии обращение в веру Азии было тесно связано с португальской колониальной политикой. Властью римского понтифика задача по распространению христианства в Азии была возложена на португальцев, которым было дано право завоёвывать эти территории. Торговля Португалии с Азией приносила большой доход, поэтому с приходом иезуитов в Индию, где-то в 1540 году, правительство колонии в Гоа финансировало христианские миссии. Позднее иезуиты посылались в Китай и другие страны Азии. С ослаблением власти Португалии росло влияние христианских организаций и колониальных властей.
После Реформации в течение почти ста лет протестантские церкви почти не занимались миссионерством из-за борьбы с Римской католической церковью. Однако по прошествии века протестантские церкви возобновили свою деятельность по прославлению Бога среди неверующих. Среди известных миссионеров в Северной Америке был Джонатан Эдвардс, проповедник Великого пробуждения, который отказался от мирской жизни и стал миссионером для коренных американцев, защищая их от культурного империализма.
Европейская культура насаждалась другим народам, и между христианами и другими культурами часто возникала проблема культурной пропасти, которую было сложно преодолеть. Одним из решений этой проблемы было создание т. н. «молельных городов» для местных христиан. Подобные города создавались миссионерами на Гавайях. Во время испанской колонизации Америки католические миссионеры изучали языки америндов и разрабатывали письменность для них с целью проповедования на этих языках вместо испанского. В крайних случаях применялась стратегия иезуитских редукций, например, для народов гуарани, когда была образована полунезависимая резервация иезуитов.
Около 1792 года бедный баптист сапожник Уильям Кэри, вдохновлённый историями о путешествии Джеймса Кука в Полинезию, написал брошюру «Исследование вопроса использования христианами средств для обращения язычников в христианство». В своей работе Уильям Кэри привёл подробную географическую и этнологическую информацию о людях, которые никогда не слышали о Евангелии. Эта работа положила начало для стремительного формирования движения миссионерства. Многие люди по примеру Уильяма Кэри отправлялись с миссионерской задачей в разные приморские города.
Томаса Коука, первого епископа американских методистов, называют основателем методистских миссий. После пребывания в методистской церкви он со своим коллегой епископом Фрэнсисом Асбери, занялся миссионерской работой. Когда Т.Коук жил в Америке, он энергично боролся за поддержку христианских миссий и вдохновлял миссионеров. Томас Коук умер во время своей миссии в Индию.

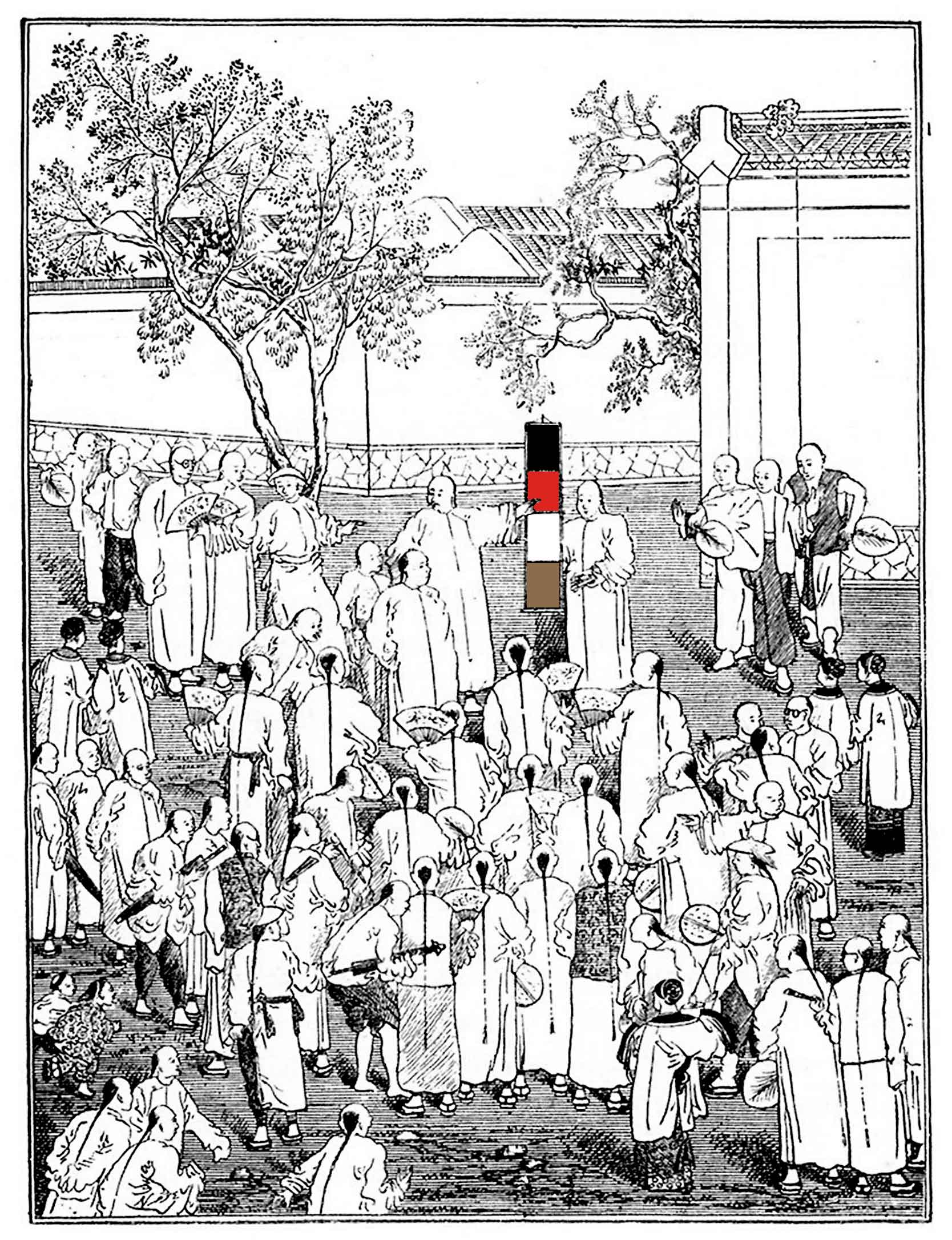
Проповедь миссионеров в Китае

Следующая волна миссий, которая поднялась в начале 1850-х, была направлена скорее на внутренние территории стран, нежели на их приморские области. Хадсон Тейлор организовал известную миссию в Китай. Позже ему помогал в этом Генри Граттан Гиннес.
Эту волну миссий часто называют «миссиями веры». Тэйлор вёл привычный для местных жителей образ жизни, носил китайскую одежду, говорил по-китайски дома и, тем самым, оскорблял многих миссионеров той эпохи. Его книги, разговоры и поведение привели к организации многочисленных миссий, подвигли к образованию студенческого движения волонтёров. В период с 1850 года по 1950 было отправлено около 10000 миссионеров из этой организации. Все они сильно рисковали, так как была высокая вероятность подхватить местную тропическую болезнь, и около 80 % из них не прожили на месте и двух лет.
В 1910 году в Шотландии состоялась Эдинбургская Миссионерская Конференция под председательством активиста студенческого волонтерского движения (будущего Нобелевского лауреата) Джона Мотта, где рассматривались проблемы обращения людей в веру, перевода Библии на другие языки, поддержки церкви и подготовки миссионеров. На конференции разрабатывались стратегии обращения людей в христианство по всему миру. Эта конференция положила начало вселенского сотрудничества в миссионерстве, помимо этого, она явилась толчком для основания современного вселенского движения.
Приблизительно в 1935 г. Уильям Таунсенд и Дональд Макгавран инициировали новую волну миссионерства. Они поняли, что, хотя их предшественники побывали с миссиями практически во всех географических областях планеты, оставались многочисленные этнографические группы, изолированные от других групп (по языку и культуре), которых уже посетили миссионеры. Таунсенд организовал компанию по переводу Библии на родные языки этих групп. Макгавран же сконцентрировался на ликвидации культурных барьеров между группами. В Индии, например, Макгавран обнаружил около 4600 человек, которые говорили на разных диалектах, с разной культурой, занимающих разные положения в обществе. Несмотря на проводимые демократические реформы, кастовые и классовые различия крепко осели в культурных представлениях многих людей.
Другая очень полезная стратегия миссионерства заключается в привлечении местных жителей для обращения других людей в веру. Большинство современных миссионеров и миссионерских обществ отказались от навязывания своей культуры народам. Вместо этого они сосредотачиваются на распространении Евангелия и переводах Библии на другие языки. Иногда миссионеры необходимы для сохранения культуры народов, среди которых они живут.
Часто для нахождения общего языка с местными жителями миссионеры делают все возможное, чтобы повысить благосостояние народа, улучшить медицинское обслуживание, ликвидировать неграмотность. Миссионерами были открыты тысячи школ, приютов и больниц.
Исторически под словом «миссия» часто понимают здание, «станцию миссии», где живут и работают миссионеры. Эти станции часто являются центром поселения беженцев или кочевников.

## История православных миссий
Святые Кирилл и Мефодий считаются первыми православными миссионерами (около 860 г.н. э.). Солунские братья составили славянскую азбуку в двух вариантах — кириллицу и глаголицу. Они перевели с греческого языка на славянский церковные книги, вели богослужение на славянском языке. Несмотря на сопротивление Рима и Константинополя, их последователи несли Слово Божие славянским народам и распространяли книги Святого Писания и литургические тексты, написанные глаголицей и кириллицей. В X—XI вв. кириллица стала господствовать на Руси.
Массовое крещение Руси началось при Владимире Святославовиче. Миссию крещения в основном осуществляли присланные из Византии митрополиты Михаил (990—992 гг.), Леонтий (992—1007 гг.) и Иоанн (1007—1015 гг.). Из летописей известно, что христианизации активно сопротивлялись волхвы, выступившие в 1024 г., 1069—1071 гг.; их поддержали киевляне, новгородцы и жители Владимиро-Суздальских земель. С укреплением экономической и социальной роли Православной Церкви в русских княжествах, прежде всего в Великом Новгороде, началось значительное по масштабам движение монашествующих миссионеров на северо-восток, в Поморье.
В XIV в. Св. Стефан Пермский распространял христианство среди зырян. С последней четверти XIV в. началась первая крупная монастырская колонизация Севера, связанная с подвижнической деятельности учеников и последователей Св. Сергия Радонежского. Миссионерско-просветительская работа первых беломорских отшельников подготовила почву для второй волны монастырской колонизации Севера, начавшейся в XV в. Если вначале православные миссионеры искали уединённого монашеского подвига в Подвинье и Беломорье, то второе поколение странствующих иноков уже осознало необходимость совмещения миссионерской деятельности с созданием крупных монастырей, которые могли бы стать духовными и хозяйственно-политическими центрами отдельных северных регионов. Такими центрами стали Трифонов Печенгский монастырь на Кольском полуострове, Соловецкий монастырь на Белом море, Николо-Корельский и Михайло-Архангельский монастыри в Нижнем Подвинье, Антониево-Сийский монастырь в Двинском Поморье.
В последующие столетия православное миссионерство пошло рядом с государственно-феодальной политикой колонизационного освоения Севера. Большую роль в расширении миссионерства сыграли архиереи Холмогорской и Важской епархии, созданной в 1682 г., позднее — епископы Архангельские.
Духовные пастыри белой и чёрной церкви развернули активную деятельность по распространению христианства среди нерусских народов Севера. В 1824—1829 гг. архимандрит Вениамин (Смирнов) окрестил свыше 3300 ненцев, разрушив при этом все известные ему языческие капища и места жертвоприношений.
Успеху миссионерской деятельности Русской Церкви со второй половины XIX века содействовало Православное Миссионерское Общество, созданное в 1865 году по инициативе митрополита Московского Иннокентия, который и стал первым председателем этого Общества. Задачей Общества было содействие миссиям и их труженикам, а также общая координация миссионерских усилий Церкви. Большое значение для стимулирования и направления миссионерской активности Церкви имели Всероссийские Миссионерские Съезды — в Киеве в 1908 году, в Казани и Иркутске в 1910 году.
Распространение православия происходило и вне территории Руси. Герман Аляскинский распространял православную веру в Русской Америке. Хорошо известны труды св. равноапостольного Николая, архиепископа Японского, благодаря которому Православная Церковь появилась на японских островах. Апостолом Америки был также святитель Иннокентий, впоследствии митрополит Московский.

## Современные миссионерские методы и доктрины
Цель христианских миссионеров состоит в доступном объяснении своих верований с надеждой, что люди примут христианство. Многие миссионеры в Европе и Северной Америке обращают внимание на т. н. «окно 10/40» — полоску стран между 10 и 40 градусами северной широты от западной Африки до Азии. В 1989 году на конференции в Маниле Луис Буш указал на необходимость сосредоточиться на этом окне, которое ещё называют «пояс устойчивости». Эта область составляет 35 % от общей площади суши, в ней живут около 90 % беднейших людей в мире и 95 % тех, кто вообще ни разу не слышал о христианстве.
В современной миссионерской стратегии, «станциям миссии» отводится малая роль, так как исторически они показали свою неэффективность. В «станциях миссии» часто обращались в веру люди, которые были замечены как изгои в своей семье и культурной группе. Во многих случаях среди новообращённых людей были только сироты, воспитанные в приюте станции. Кроме того, многие новообращённые отчуждались от окружающих культур и не могли найти работу вне станции, не то чтобы быть культурными послами христианства. Иногда эти люди наоборот активно препятствовали обращению других людей в христианство, чтобы не уменьшить собственные доходы, если христиан на станции станет больше.
Современные миссионерские доктрины обращения в христианство теперь сосредотачиваются на том, чтобы сеять христианские воззрения в уже сформировавшихся группах местных жителей, не навязывая им другую чужеродную культуру.
Современные методы миссии достаточно хорошо проработаны, что позволяет в течение десяти — пятнадцати лет большинству местных церквей стать независимыми, заниматься преподаванием и проповедованием христианства среди местного населения. Процесс приобретения независимости может происходить существенно быстрее, если уже существует перевод Библии на нужный язык.
Главная идея доктрины заключается в привлечении культурных групп к принятию христианства, когда решения принимается всей группой. Таким образом, лидеры групп могут побудить людей к принятию Иисуса Христа, как своего личного Спасителя. Вкупе с подготовкой людей к основанию церквей и другим современным доктринам это даёт быстрый, самопроизвольный результат — многие люди приходят к христианству.
Сегодня обычная миссия — это совместное объединение многих различных христианских организаций, часто включающих несколько координирующих центров с разными источниками финансирования. Один из удачных примеров организации миссии может выглядеть так:
1. Миссионерская группа по радиовещанию принимает на работу, обучает людей и ведёт радиопередачи на наиболее широко распространённом диалекте местного языка. Содержание радиопередачи специально адаптировано под конкретную культуру. Христианское Евангелие должно казаться естественной частью этой культуры. Радиопередачи часто включают такие элементы как новости, музыку, развлекательные и образовательные программы, так и информацию непосредственно о христианстве.
2. В радиопередачах могут рекламироваться недорогие радио и литературные курсы с заочным обучением основам христианства по низким ценам. Литературная функция является ключевой, и не зависит от организации, осуществляющей радиовещание. Современные литературные миссии осуществляют рассылку своих материалов через Интернет, где это возможно (как в Западной Европе и Японии).
3. Когда человек или группа людей заканчивают заочный курс, им предлагают связаться с миссионерской группой, и если это возможно, то и с людьми из соответствующей культурной группы. Миссия по пропаганде создания церквей обычно не зависит как от литературной миссии, так и от радиовещательной миссии. От миссионеров требуется знание языка на уровне разговорного и знание современных приёмов основания церквей.
4. Затем миссионер пытается привести группу к основанию церкви. Церкви, основанные этими группами, обычно объединяют группу людей, которые собираются вместе. Цель состоит в создании небольшого объединения верующих, которое способствует необходимому развитию их характера и духовному росту. Строительство здания церкви не происходит до тех пор, пока численность группы не вырастет настолько, что будет гарантирован сбор необходимых средств на строительство. Наиболее важно научить людей методам основания церкви (встречи для изучения Библии, совместные вероисповедания) и возможностям стать христианином.
5. Создаются новые поколения церквей, их число начинает увеличиваться в геометрической прогрессии. Дочерние церкви обычно создаются только по прошествии нескольких месяцев после создания основной церкви. В наиболее быстро растущих христианских движениях пасторальное образование поставлено на конвейер. Таким образом, не тратится много времени на подготовку новых пасторов.

Ещё одна важная задача при создании новых церквей состоит в тренировке лидерских качеств у миссионеров, что обычно требует их обучения в семинарии. Современная доктрина отвергает такой подход, так как это значительно замедляет скорость формирования новых церквей. Семинария часто заменяется книгами с формулировкой вопросов для обсуждения, миссионерам дают доступ к настоящей религиозной литературе. Материалы могут быть приспособлены к устному использованию и издаются на языке, понятном миссионерам. Оказывается, что навыки, необходимые для будущего пастора, могут быть получены в процессах подготовки людей к основанию новой церкви, обсуждениях общих вопросов в небольших группах и мотивированного изучения Библии. С ростом благосостояния церкви весь процесс обучения пасторству превращается в классическую семинарию.
Следующая задача, связанная с миссионерством — перевод Библии на другие языки. Вышеупомянутая литература должна быть переведена на все местные диалекты. Миссионеры активно экспериментируют с передовыми лингвистическими методами для ускорения перевода и соблюдения грамотности. Перевод Библии не только ускоряет рост церкви, способствуя самообучению, но также убеждает людей в том, что информация о христианстве становится неотъемлемой частью их культуры и литературы. Некоторые миссионерские организации используют современные методы записи звука, чтобы привлечь к вере людей, не умеющих читать.

## Современные задачи православного миссионерства в России
По словам патриарха Алексия II, задача возрождения миссионерского служения Русской Православной Церкви является «одной из ключевых в нынешний нелегкий период возрождения церковной жизни в России». После распада Советского Союза произошла «трансформация всего национального и культурного самосознания народов», что способствует «сложному духовно-нравственное состоянию общества». Этим пользуются различные секты, религиозные объединения, осуществляя прозелитическую деятельность.
Русская Православная Церковь использует различные подходы к каждой категории людей. Например, миссия Церкви в крупных городах и промышленно-рабочих центрах представляет собой, помимо прочего, особый вид служения и свидетельства в рабочем и профессиональном движении, а также среди обездоленных жертв урбанизации и современной технической цивилизации. Отдельной областью миссионерского воздействия является работа Церкви с молодёжью, в том числе организация богослужений и религиозных бесед для детей и подростков. Особого подхода требует миссионерское влияние Церкви на сферу культуры в сложных условиях доминирования секулярных и агностических настроений постсоветского общества.

## Критика
Различные организации по защите прав местного населения критикуют миссионеров, их методы работы и мотивы.

### Позитивная или нейтральная
- Введение христианства на Руси. М., 1987
- Миссионерство, Куратов А. А. // Поморская энциклопедия: Том I: история Архангельского Севера. Архангельск, 2001. С.247
- Закономерности роста церкви, Дональд Мак-Гавран
- Остапенко Р. А. Апостольская проповедь среди зихов // Вопросы теории и методологии истории. — Майкоп, 2013. С.74-82.
- Остапенко Р. А. Генуэзские фактории в Восточном Причерноморье и Крыму как центры католической миссии среди зихов // Метаморфозы истории. — Псков, 2017. С.181—205.
- Остапенко Р. А. Православная миссия среди адыгов северо-западного Кавказа (1864—1917 гг.). — Краснодар: ООО "Издательский Дом — Юг, " 2011. — 166 с.
- Остапенко Р. А. Христианская миссия римской империи среди зихов (вторая половина I — начало V вв. н. э.) // Метаморфозы истории. — Псков, 2016. С.86—98.
- Остапенко Р. А. Школьное просвещение среди адыгов как форма миссионерской деятельности православной церкви (1898—1903 годы) // Культурная жизнь Юга России. № 3 (41). — Краснодар, 2009. С.103—105.
- Discovering Missions, Gailey and Culbertson ISBN 0-8341-2257-X
- Introducing World Missions, Moreau, Corwin and McGree ISBN 0-8010-2648-2
- Missions, Van Rheenen ISBN 0-310-20809-2
- Operation World, Johnstone ISBN 1-85078-357-8
- Perspectives on the World Christian Movement, Winter and Hawthorne ISBN 0-87808-289-1
- Sievernich, Michael: Christian Mission, EGO — European History Online, Майнц: Institute of European History, 2011, проверено 23 мая 2011.

### Критические
- Missionary Conquest: The Gospel and Native American Cultural Genocide George E. Tinker ISBN 978-0-8006-2576-4
- The Missionaries: God Against the Indians Norman Lewis ISBN 0-14-013175-2
- The Dark Side of Christian History Helen Ellerbe ISBN 0-9644873-4-9
- Are Hindus more sinned against than sinning? доступна на: http://voxindica.blogspot.com/2008/10/are-hindus-more-sinned-against-or.html